# Estela de Carlotto
Enriqueta Estela Barnes de Carlotto (Buenos Aires, 22 de octubre de 1930) es una activista argentina de derechos humanos y presidenta de la asociación Abuelas de Plaza de Mayo.
Una de sus hijas, Laura Estela Carlotto, fue secuestrada y desaparecida en La Plata, embarazada, a fines de 1977. Por relatos pudo reconstruir que su hija había llegado a parir y que su nieto fue apropiado y su identidad cambiada. Lo buscó durante casi 36 años. El 4 de agosto de 2014, tras una comprobación de ADN hecha voluntariamente por el interesado, su nieto fue identificado, y se convirtió en el número 114 de la lista de nietos recuperados.
Carlotto ha recibido distintos reconocimientos por su trabajo con Abuelas de Plaza de Mayo, entre ellos el Premio de Derechos Humanos de las Naciones Unidas y el premio Félix Houphouët-Boigny, otorgado por la Unesco.

## Biografía
Enriqueta Estela Barnes nació el 22 de octubre de 1930, en Buenos Aires, en el seno de una familia de ascendencia inglesa. Se casó con Guido Carlotto, un pequeño industrial, con quien tuvo cuatro hijos. Fue maestra de escuela primaria y ama de casa sin ninguna actuación pública.
En la década de 1970, cuando gobernaba el país la dictadura cívico-militar autodenominada Proceso de Reorganización Nacional (1976-1983), tres de sus hijos participaban en política: Laura Estela, estudiante de Historia de la Universidad Nacional de La Plata, militaba en el peronismo, Claudia pertenecía a la Juventud Universitaria Peronista y a Montoneros, y Guido Miguel integraba el centro de estudiantes de su escuela secundaria. El 5 de agosto de 1977, las fuerzas armadas secuestraron y torturaron a su esposo, que fue liberado luego del pago de 40 millones de pesos (equivalentes a 30 000 dólares de esa época).

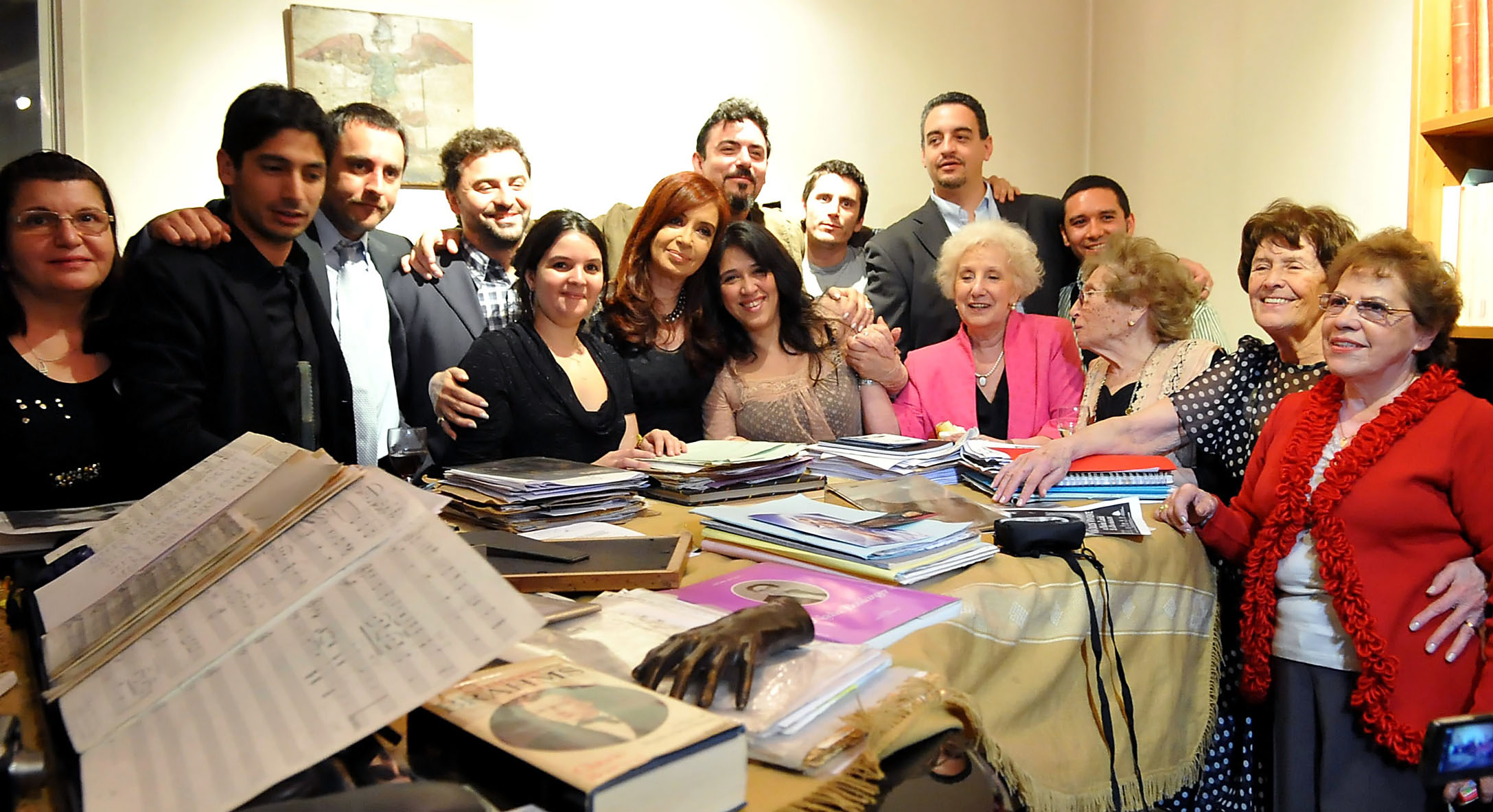
Carlotto, otras abuelas y nietos recuperados reunidos en 2011 con la presidenta Cristina Kirchner en la casa de Miguel Ángel Estrella en París

A finales de noviembre de 1977, Laura, embarazada de tres meses, fue secuestrada y conducida al centro clandestino de detención La Cacha, en La Plata, hasta fines de agosto de 1978. Poco antes del parto, fue llevada a un lugar indeterminado –sobre el que existen controversias–, en el que dio a luz el 26 de junio de 1978. Algunos testimonios recogidos con anterioridad daban cuenta de que ese lugar podría haber sido el Hospital Militar de Buenos Aires. Pero a partir de la restitución de la verdadera identidad de su hijo, existen fuertes sospechas de que el bebé pudo haber nacido en las inmediaciones de La Cacha o en un hospital de la provincia de Buenos Aires.
Carlotto hizo gestiones para la liberación de su hija, y llegó a entrevistarse con el general Reynaldo Bignone, que le dijo que Laura no iba a permanecer con vida.
En abril de 1978 una compañera de cautiverio de su hija, que había sido liberada, le informó que Laura estaba aún viva y embarazada.

Laura nos mandaba a decir que le daban de comer un poquito mejor y que el bebé iba a nacer en junio de ese año, y que si era varón lo iba a llamar Guido, como su papá. Y que yo lo buscara en la Casa Cuna.
Estela de Carlotto

Carlotto y su familia siempre llamaron Guido al bebé, porque ese era el nombre que quería ponerle la madre.
En abril de 1978, Carlotto comenzó a participar en las actividades de las Abuelas de Plaza de Mayo.
El 25 de agosto de ese año, fue convocada por los militares y le fue entregado el cadáver de su hija, a quien enterraron en La Plata dos días después. Fue uno de los pocos casos en que el cuerpo de un desaparecido fue devuelto a sus familiares. Carlotto se jubiló el 30 de agosto.

... buscando información sobre otros chiquitos en el año 80 me encuentro con gente en San Pablo (Brasil), cuando venía el Papa, y ahí una chica me empezó a hablar de una chica liberada llamada Rita que había tenido un nene varón, a quien habían liberado el 24 de agosto en las últimas horas de la noche para que se encontrase con su familia y su hijito. Cuando me contaba que esa chica Rita tenía un papá con negocio de pinturas me di cuenta de que estaba hablando de Laura. «Mirá, vos estás hablando de Laura, mi hija, pero mi hija no fue liberada; mi hija fue asesinada», le dije. «No, a Rita la liberaron ―contestó―, si la hicieron bañar, cambiar... Yo le ofrecí un corpiño de encaje negro para que se llevara de recuerdo... A esa chica la liberaron. La sacaron con Carlitos, un compañero». Y yo dije: «Sí, justamente hubo dos muertos. Me la entregaron muerta».
Estela de Carlotto

Carlotto comenzó entonces a buscar a su nieto y a exigir su aparición y la de los demás niños secuestrados-desaparecidos por las fuerzas militares. Con esa preocupación se unió a la Asociación Abuelas de Plaza de Mayo, organización de la que es presidenta desde 1989.

En 1985, ya en democracia, hice exhumar el cuerpo y el equipo de antropología forense lo examinó a fondo para determinar con exactitud todo lo que los militares habían negado. El deterioro de su dentadura probaba su largo secuestro; por la pelvis supimos que había tenido un bebé y por las balas que tenía alojadas en el cráneo, que había sido ejecutada por una Itaka disparada a 30 cm, por la espalda... Así reuní elementos de prueba para la Justicia y para demostrar al exterior, donde teníamos causas abiertas, qué era lo que había pasado. Esta vez sí quise verla... Vi sus huesitos, su pelo, la vi a ella, la vi. Y cerré el duelo y nunca más necesité ir al cementerio. Voy solo de vez en cuando
Estela de Carlotto

Laura en el cautiverio dijo: «Mi mamá no les va a perdonar a los milicos lo que me están haciendo. Y los va a perseguir mientras tenga vida». Lo cual significaba que me conocía más que yo misma porque yo no era mujer heroica. Nunca había participado en nada. Era una mujer con un origen de clase media baja, criada en épocas dulces si se quiere; nunca me iba a imaginar que iba a seguir toda mi vida a esto.
Estela de Carlotto

Sus hijos están también vinculados con la defensa de los derechos humanos: Guido "Kibo" Carlotto es Secretario de Derechos Humanos de la Provincia de Buenos Aires, Remo Carlotto es diputado nacional y Claudia Carlotto es la titular de la Comisión Nacional por el Derecho a la Identidad (Conadi).
En 2011 se estrenó Verdades verdaderas, una película sobre su vida, dirigida por Nicolás Gil Lavedra.

## Identificación de su nieto

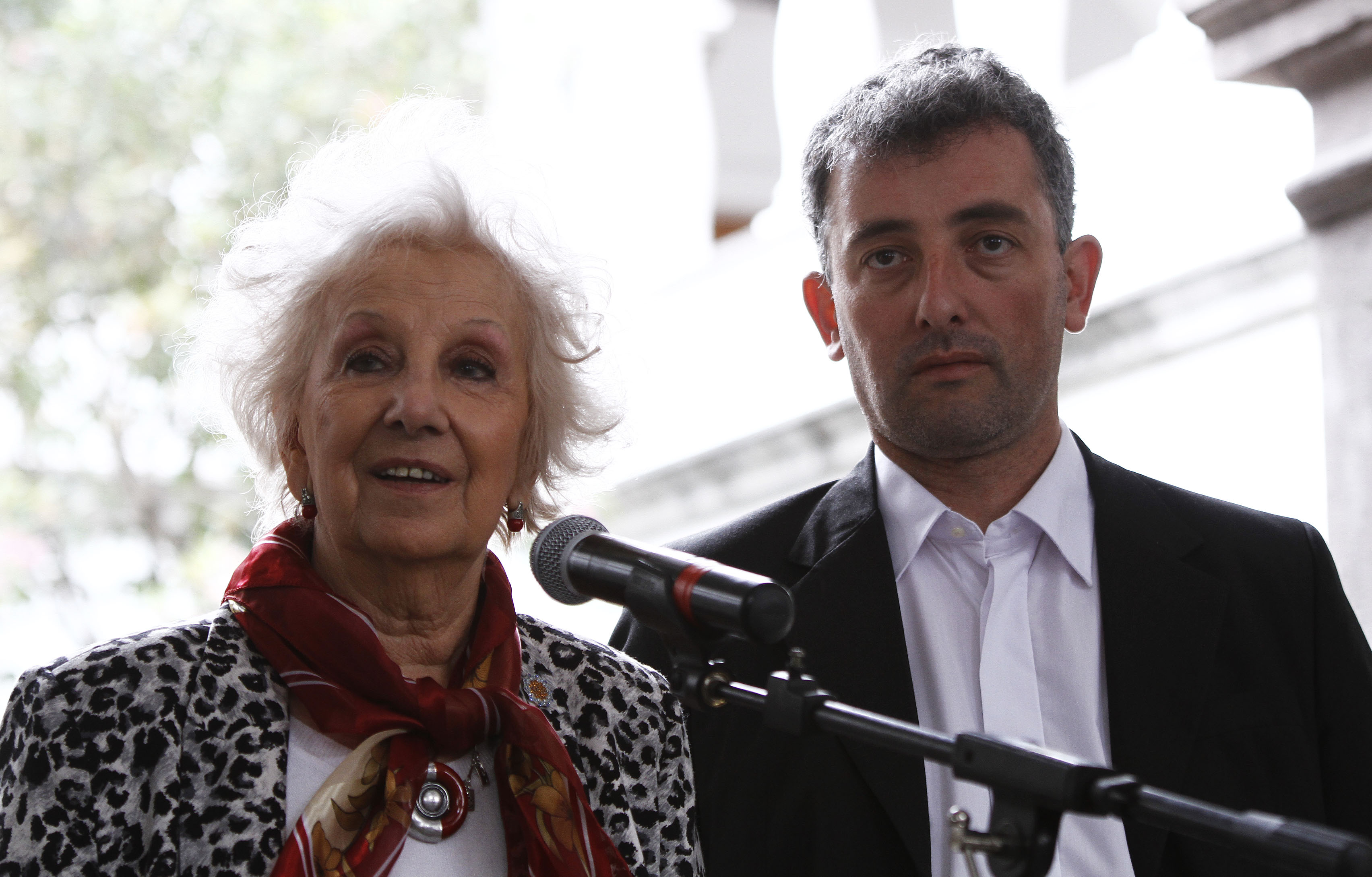
Estela de Carlotto y su nieto durante una entrevista con el presidente ecuatoriano Rafael Correa. Palacio de Carondelet, octubre de 2014.

Se trata de Ignacio Montoya Carlotto, registrado en su DNI como Ignacio Hurban por sus apropiadores, nacido el 26 de junio de 1978, sin que se haya podido establecer fehacientemente el lugar de su alumbramiento. Sobre éste existen controversias, a pesar de que se afirmaba que ocurrió en el Hospital Militar Central de Buenos Aires.
Es pianista y compositor, y se desempeña como director y profesor de la Escuela Municipal de Música "Hermanos Rossi" de la ciudad de Olavarría, provincia de Buenos Aires. Integra también la agrupación de jazz Ignacio Hurban Grupo —rebautizado primero como Ignacio Guido Montoya Carlotto Grupo y luego Ignacio Montoya Carlotto Septeto—, y forma parte de la Orquesta Errante. Se encuentra casado, y el nombre de su esposa es Celeste.

### Nacimiento
Es hijo de Walmir Oscar Montoya, oriundo de Comodoro Rivadavia (provincia de Chubut), y de Laura Estela Carlotto, que se encontraban en la clandestinidad como militantes de la organización peronista Montoneros. Ambos fueron secuestrados en noviembre de 1977 en la ciudad de Buenos Aires por un grupo de tareas y trasladados por breve tiempo a la ESMA. Seguidamente fueron llevados al centro clandestino de detención La Cacha, en las afueras de La Plata, donde se hallaban detenidos desaparecidos.
Al momento de parir, Laura Carlotto fue trasladada, para dar a luz el 26 de junio de 1978. El lugar aún no ha sido determinado con certeza, aunque la hipótesis más probable es que haya sido una maternidad clandestina cercana al lugar de detención. Existen testimonios que afirman que tuvo a su hijo esposada y pudo estar con él unas cinco horas, ya que el bebé fue tomado por los militares, y unos 10 días después ella fue devuelta al centro clandestino. Fue asesinada dos meses más tarde en una ruta de la localidad de Isidro Casanova, en un falso enfrentamiento. Su pareja había sido torturado y asesinado frente a ella, durante su detención en La Cacha.
Los Montoya no sabían que Walmir había sido padre, mientras que la familia Carlotto desconocía la identidad de la pareja de Laura. Investigadores de la Comisión Nacional por el Derecho a la Identidad (Conadi) reconstruyeron los grupos militantes provenientes de la Patagonia y llegaron a la conclusión de que la pareja de Laura era Montoya, que residía en Caleta Olivia y que había escapado a La Plata. A fines de 2006, los padres de Montoya dejaron una muestra de su sangre en el Banco Nacional de Datos Genéticos, que fueron usados para la recuperación de la identidad de Guido. Los restos de Walmir fueron hallados en 2009 en un cementerio de Berazategui por el Equipo Argentino de Antropología Forense. Había sido enterrado como NN en diciembre de 1977.
Tras haber sido entregado en La Plata, el recién nacido fue llevado a Olavarría, lugar donde, el 28 de junio de 1978, Juana Rodríguez y Clemente Hurban lo inscribieron como hijo propio, con el nombre de Ignacio. En un acta apócrifa, el médico de la Policía Bonaerense, Julio Luis Sacher, constató el nacimiento, sin que figure su firma, y se dice que el niño nació el 2 de junio, en la calle Alsina 2858, domicilio de su presunto entregador, Carlos Francisco "Pancho" Aguilar. Hasta los 14 años, Ignacio vivió en un paraje rural de Olavarría llamado Colonia San Miguel.

### Carrera musical
Ignacio estudió música en Olavarría desde los 12 años de edad y luego continuó su formación en piano y composición en Buenos Aires con Leandro Chiappe. También estudió en el Instituto de Música de Avellaneda y en el conservatorio "Ernesto Mogávero" de Olavarría.
Compuso y dirigió en 2000 el espectáculo de música latinoamericana Fusión Latina, al año siguiente estrenó en el teatro municipal la obra de su autoría Entre gallos y medianoche. Entre 1999 y 2000 grabó dos discos junto con el cantante Gustavo Angelini, con quien formó el dúo de tango 2xtango. Luego de grabar un tercer disco (Tiempo y Forma), creó una asociación para la difusión y producción de eventos de jazz en Argentina. También participó como pianista y compositor de un cuarteto de jazz.
Se destacan sus dos discos en formación de septeto “SEP7ETO (2015) e “Inocencia repetida” (2020). “Todos los nombres, todos los cielos” del Ignacio Montoya Cartlotto Trío, nominado a los premios Gardel 2019;[cita requerida] y su trabajo a dúo junto al guitarrista Valentín Reiners: “Sexto VI” (2021), una de cuyas canciones forma parte de la banda de sonido de la docuserie “Stories Of A Generation” (Netflix).[cita requerida]

### Recuperación de su identidad
Tras enterarse de que era adoptado en junio de 2014, en julio se presentó voluntariamente en Músicos por la Identidad y en Abuelas de Plaza de Mayo para resolver su identidad y fue derivado a Conadi. Hizo el examen de ADN el día 24. Anteriormente, en el mes de mayo había creado el tema «Para la memoria», sobre la dictadura.
El 5 de agosto de 2014, el Juzgado Federal N.º 1 de la Capital Federal, a cargo de la jueza María Romilda Servini de Cubría, que tenía abierta la causa por su apropiación, confirmó los resultados de los análisis de ADN que permitieron establecer la verdadera identidad de Ignacio Guido. Según Servini de Cubría, él se había acercado a la justicia porque creía que podía ser el nieto de Carlotto. Guido recibió los resultados telefónicamente por parte de su tía biológica, Claudia Carlotto, titular de la Conadi. Dos días después del anuncio sobre su identidad, se reunió con su abuela y tíos de sangre, y también con sus primos.
Al mismo tiempo había sido citado por Servini de Cubría como testigo en la misma causa. La jueza también solicitó su partida de nacimiento al Registro Civil de Olavarría. Tras conocer esto, la asociación Abuelas le pidió que suspendiera la citación, lo que ocurrió un día después. El 7 de agosto se reunió con la presidenta Cristina Fernández de Kirchner en la Quinta de Olivos. El 8 de agosto dio una conferencia de prensa en la sede de Abuelas de Plaza de Mayo. Allí manifestó su intención de mantener el nombre Ignacio porque estaba "acostumbrado", aunque también dijo que entendía "que hay una familia que me llama Guido hace treinta años". Ese mismo día se reunió con su familia paterna, que había viajado a Buenos Aires desde Caleta Olivia. Posteriormente, sostuvo en una entrevista que mantendría su nombre de pila adoptivo y que iba a comenzar el trámite del nuevo Documento Nacional de Identidad con el nombre Ignacio Guido Montoya Carlotto.
Días más tarde, se comenzó a profundizar la investigación por la apropiación de Guido. La información denuncia a un empresario agropecuario de Olavarría relacionado con las Fuerzas Armadas, Carlos Francisco "Pancho" Aguilar, que falleció en 2013. Según la investigación, del entorno del empresario, dueño de la estancia en la que creció Ignacio, surgirían vínculos con personas que podrían haber participado en la apropiación: Filiberto Salcerini Soffredini, un militar asesor de Ramón Camps, jefe de las Policía Bonaerense durante la dictadura; el excoronel Ignacio Aníbal Verdura, exjefe del Área 124, procesado en el juicio de lesa humanidad que se realizó en Olavarría; y Julio Sacher, el médico local que constató el nacimiento en la falsa partida, del que se sabe que concurría a Monte Peloni (centro clandestino de detención) que funcionó cerca de esa ciudad. Por su parte, la causa fue reclamada desde la Justicia Federal de La Plata, pero la Cámara Federal ratificó la competencia de Servini de Cubría. El 2 de octubre, la jueza citó a indagatoria a Clemente Hurban y al médico Julio Luis Sacher, ya que están acusados de falsificar el certificado y la partida de nacimiento.
El nieto de Carlotto adoptó el nombre de Ignacio Guido Carlotto Montoya, conservando así parte de su nombre original y tomando el nombre y apellidos de sus padres reales y refiriéndose al proceso penal iniciado deseó que los Hurban "no sufran ni pasen por demasiados traumas". En marzo de 2017 el juez federal Marcelo Martínez de Giorgi resolvió procesar a Clemente Hurban, su esposa Juana Rodríguez y al médico Julio Sacher por los delitos de "falsedad ideológica" y "alteración del estado civil de un menor" motivando que Montoya Carlotto dijera: "No sé qué va a pasar; si van presos, sería terrible y devastador. Yo estoy plenamente convencido de que deberían estar libres". De hecho, Ignacio llegó a declarar en Revista La Muy (Ushuaia), en la edición Nº120 de mayo de 2017 (Pag. 52), lo siguiente: "Nadie tiene derecho a opinar acerca de a quién yo puedo querer, como a quién considero mis padres, o no".

## Distinciones
- 2003 - Premio de Derechos Humanos de las Naciones Unidas[65]
- 2003 - Medalla al Mérito por su trayectoria en defensa de los derechos humanos, entregada por el Gobierno de la Ciudad de Buenos Aires.[66]
- 2008 - Premio Konex Instituciones - Comunidad - Empresa. Mención Especial[67]
- 2008 - Ciudadana Ilustre de la ciudad de La Plata.[68]
- 2010 - Visitante Ilustre de la ciudad de Avellaneda, además se inauguró en dicho municipio una plaza que lleva su nombre.[69][70]
- 2011 - Premio Félix Houphouët-Boigny de fomento de la Paz, entregado por la Unesco a Abuelas de Plaza de Mayo.[71][72]
- 2011 - Ciudadana Ilustre del Mercosur.[73][74]
- 2011 - Medalla Sor Juana Inés de la Cruz, Universidad del Claustro de Sor Juana.[75]
- 2012 - Orden de la Estrella Polar, otorgada por el rey Carlos XVI Gustavo de Suecia, por su labor y compromiso con los derechos humanos.[76]
- 2012 - Visitante Ilustre de la Universidad Nacional de Tucumán[77]
- 2012 - Huésped de honor de la ciudad de San Carlos de Bariloche.[78][79]
- Huésped de honor de la ciudad de Pergamino.[80]
- 2013 - Visitante Ilustre de la ciudad de Pehuajó.[81]
- 2013 - Mención de Honor "Senador Domingo Faustino Sarmiento", entregada por el Senado de la Nación Argentina.[82]
- 2014 - Ciudadana Ilustre de América Latina, nombrada por los miembros de la Asociación Latinoamericana de Integración (Aladi), tras una propuesta del embajador argentino ante ese organismo, Juan Manuel Abal Medina.[83]
- 2014 - Huésped de honor de la ciudad de Caleta Olivia junto a su nieto Ignacio Montoya Carlotto.[84]
- 2015 - BBC's 100 Women[85]
- 2021 - El Honorable Concejo Deliberante de la ciudad de Olavarría, por unanimidad, dispuso que la Calle 209 de dicha localidad pase a denominarse Estela de Carlotto. Se aprobó por Ordenanza en el marco de una Sesión Especial realizada en el ex Centro Clandestino de Detención Monte Peloni.[86][87]
- 2021 - Fue distinguida con el premio Azucena Villaflor.[88]
- 2021 - Mención de Honor "Diputado Nacional Dr. Juan Bautista Alberdi" otorgada por la Cámara de Diputados de la Nación Argentina.[89]
- 2022 - Premio Rodolfo Walsh por parte de la Facultad de Periodismo y Comunicación Social de la Universidad Nacional de La Plata.[90]

### Doctoradohonoris causa
Carlotto ha recibido doctorados honoris causa de parte de diferentes instituciones:
- Universidad Nacional de Entre Ríos en 2001.[91]
- Universidad Nacional de La Plata en 2002.[92]
- Universidad de Buenos Aires en 2005.[93][94]
- Universidad Autónoma de Barcelona en 2005[95]
- Universidad Católica de Córdoba en 2006[96]
- Universidad de la República en 2008.[97][98]
- Universidad Nacional de Quilmes en 2010.[99]
- Universidad Nacional de Cuyo en 2010.[100]
- Universidad Nacional del Sur en 2011.[101]
- Universidad Nacional de Río Cuarto en 2011.[102]
- Universidad Nacional de San Luis en 2011.[103]
- Universidad Nacional de Lomas de Zamora en 2012.[104][105]
- Universidad Nacional de Misiones en 2012.[106]
- Instituto Universitario Nacional del Arte en 2013.[107]
- Universidad Autónoma de Entre Ríos en 2013.[108]
- Universidad Nacional de la Patagonia Austral en 2014.[109]
- Universidad Nacional de Tres de Febrero en 2019.[110]
- Universidad Nacional del Oeste en 2024, por su trabajo en materia de derechos humanos.[111]
- Universidad de Roma III en 2024.[112]